# Cogo
Cogo (o Kogo, conosciuta in epoca coloniale come Puerto Iradier) è una città della Guinea Equatoriale. Si trova nella Provincia Litorale.
È situata ad est di Acalayong, sopra l'estuario del Río Muni, nella parte continentale del Paese. È un ottimo punto di partenza per le escursioni alle isole Elobey e Corisco.
La località è conosciuta per le sue rovine di architettura coloniale, epoca in cui la città era chiamata Puerto Iradier.
Circondata dalle vaste zone umide verdi del fiume Muni, dalle fasce apparentemente infinite di mangrovie selvatiche e da alcuni dei luoghi di birdwatching meno conosciuti dell'Africa occidentale, la città peninsulare di Cogo si protende nell'Oceano Atlantico sul bordo estremo meridionale dell'Equatoriale costa della Guinea.

## Amministrazione

### Gemellaggi
- Vitoria

| Controllo di autorità | VIAF (EN) 2146822438207382776 |